# Округ Хшанув

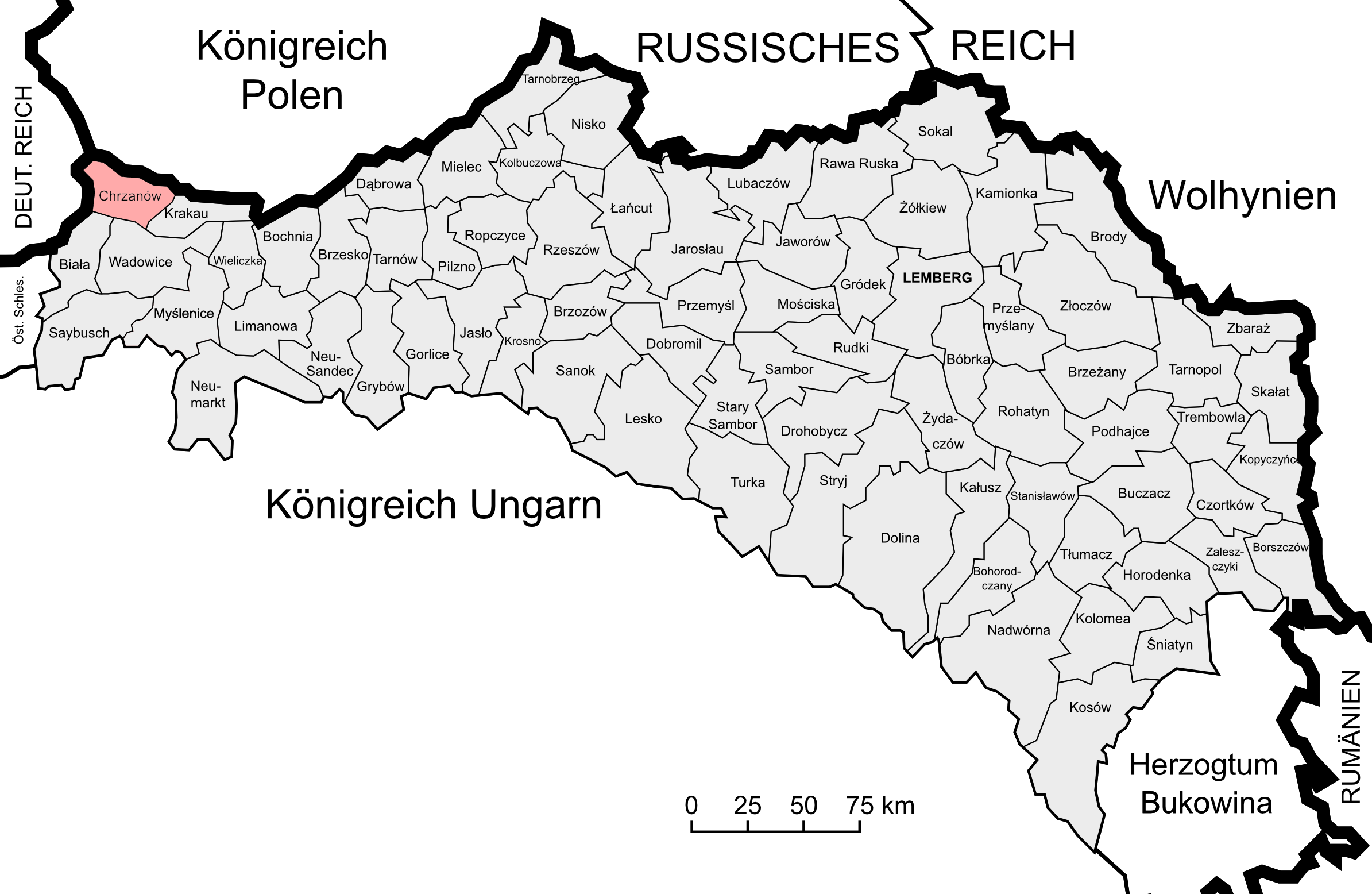
Округ Хшануф на карте

Округ Хшанув (нем. Bezirk Chrzanów, Хшановский уезд, пол. Powiat chrzanowski) — административная единица коронной земли Королевства Галиции и Лодомерии в составе Австро-Венгрии, существовавшая в 1867—1918 годах. Административный центр — Хшанув.
Площадь округа в 1879 году составляла 11,53 квадратных миль (663,44 км2), а население 66 174 человек. Округ насчитывал 88 населённых пунктов, организованные в 75 кадастровых муниципалитета. На территории округа действовало 2 районных суда — в Хшануве и Кшешовице.
После Первой мировой войны округ вместе со всей Галицией отошёл к Польше.